# Майкъл Палмър
Майкъл Палмър (на английски: Michael Palmer) е американски доктор по медицина и писател на бестселъри в жанра медицински трилър.

## Биография и творчество
Майкъл Стивън Палмър е роден на 9 октомври 1942 г. в Спрингфийлд, Масачузетс, САЩ, в семейството на Милтън и Мей Палмър. Има две по-малки сестри.
През 1964 г. завършва с бакалавърска степен за парамедик в Университета „Уеслиън“. След това учи медицина в медицинското училище на Университета „Кейс Уестърн“. Специализира вътрешни болести в Болницата на Бостън и в Болницата на Масачузетс. По време на отбиване на военната си служба работи към Националната администрация за контрол на въздуха. После поддържа частна практика по вътрешни болести на Кейп Код. След издаване на първия му роман, за да има повече време да пише, в периода 1980 – 1991 г. е лекар в спешното отделение на Болница „Фалмут“ в Масачузетс. Член на лекарската колегия на Масачузетс. Бил е асоцииран директор на Масачузетската обществена здравна програма в помощ на други лекари.
През 1978 г., докато се лекува от злоупотреба с алкохол и наркотици, прочита романа на писателя Робин Кук „Кома“ и решава да опита да пише. През 1982 г. е издаден първият му трилър „The Sisterhood“ (Сестринството), в който засяга темата за евтаназията.
През 1991 г. е публикуван трилърът му „Извънредни мерки“, с който става известен. През 1996 г. романът е екранизиран в успешния филм „Крайни мерки“ с участието на Хю Грант, Джийн Хекман и Сара Джесика Паркър.
През 2000 – 2001 г., в чест на новия век, Лескроарт, заедно с още 10 автори, прави творчески експеримент като пишат съвместно романа „Фатални подозрения“. Участват Уилям Бернхард (редактор), Филип Марголин, Бони Макдугъл, Джон Лескроарт, Лайза Скоталайн, и др. Получените хонорари от този криминално-правен трилър са дарени на „The Nature Conservancy“.
През 2010 – 2011 г., заедно с още 25 прочути автори на криминални романи се събират, за да напишат заедно експресивния трилър „Няма покой за мъртвите“. Освен него участници са Джефри Дивър, Кати Райкс, Питър Джеймс, Сандра Браун, Р. Л. Стайн, Лайза Скоталайн, Реймънд Хури, Джон Лескроарт, и др., а световноизвестният Дейвид Балдачи изготвя предговора. Всички те влагат своята изобретателност, за да опишат превратната съдба на детектива Джон Нън, който се е справял перфектно в разследванията си. Но една-единствена грешка не му дава покой и последствията от нея го преследват с години.
Произведенията на писателя често са преведени на над 35 езика по света.
Има два брака и трима сина. Синът му Даниел Палмър също е писател.
Майкъл Палмър умира от инфаркт на 30 октомври 2013 г. в Ню Йорк.

## Произведения

### Самостоятелни романи
- The Sisterhood (1982)
- Side Effects (1985)
- Flashback (1989)
- Extreme Measures (1991)
Извънредни мерки, изд.: ИК „Одисей“, София (1998), прев. Ирина Казакова
- Natural Causes (1994)
- Silent Treatment (1995)
Безмълвно лечение, изд.: ИК „Одисей“, София (1997), прев. Ирина Казакова
- Critical Judgment (1996)
Необичайни симптоми, изд.: ИК „Ера“, София (2001), прев. Марин Загорчев
- Miracle Cure (1998)
- The Patient (2000)
Пациентът, изд.: ИК „Хермес“, Пловдив (2001), прев. Огнян Алтънчев
- Natural Suspect (2001) – с Уилям Бърнхарт, Лесли Глас, Джини Харцмарк, Джон Каценбах, Филип Марголин, Бони Макдъгъл, Брад Мелцър, Джон Лескроарт, Лайза Скоталайн и Лорънс Шеймс
Фатални подозрения, изд.: „ИнфоДАР“, София (2005), прев. Боряна Даракчиева
- Fatal (2002)
Фатално, изд.: ИК „Хермес“, Пловдив (2002), прев. Надежда Розова
- The Society (2004)
- The Fifth Vial (2006)
- The First Patient (2008)
- The Second Opinion (2009)
- The Last Surgeon (2010)
- A Heartbeat Away (2011)
- No Rest for the Dead (2011) – с Джеф Абот, Лори Армстронг, Дейвид Балдачи, Сандра Браун, Томас Х. Кук, Джефри Дивър, Диана Габалдон, Андрю Ф. Гули, Ламия Гули, Питър Джеймс, Дж. А. Джайс, Фей Келерман, Реймънд Хури, Джон Лескроарт, Джеф Линдзи, Гейл Линдс, Алегзандър Маккол Смит, Филип Марголин, Джонатан Сантлоуфър, T. Джеферсън Паркър, Матю Пърл, Кати Райкс, Маркъс Сейки, Марша Тали, Лайза Скоталайн, Р. Л. Стайн и Тес Геритсън
Няма покой за мъртвите, изд.: ИК „Обсидиан“, София (2011), прев. Боян Дамянов
- Trauma (2015) – с Даниел Палмър
- Mercy (2016) – с Даниел Палмър

### Серия „Д-р Лу Уелкъм“ (Dr. Lou Welcome)
1. Oath of Office (2012)
2. Political Suicide (2012)
3. Resistant (2014)

### Новели
- On Call (2012)

### Разкази
- Esmerelda's Hands (1985)

### Екранизации
- 1996 Крайни мерки, Extreme Measures